# Hardy (Zauberkünstler)

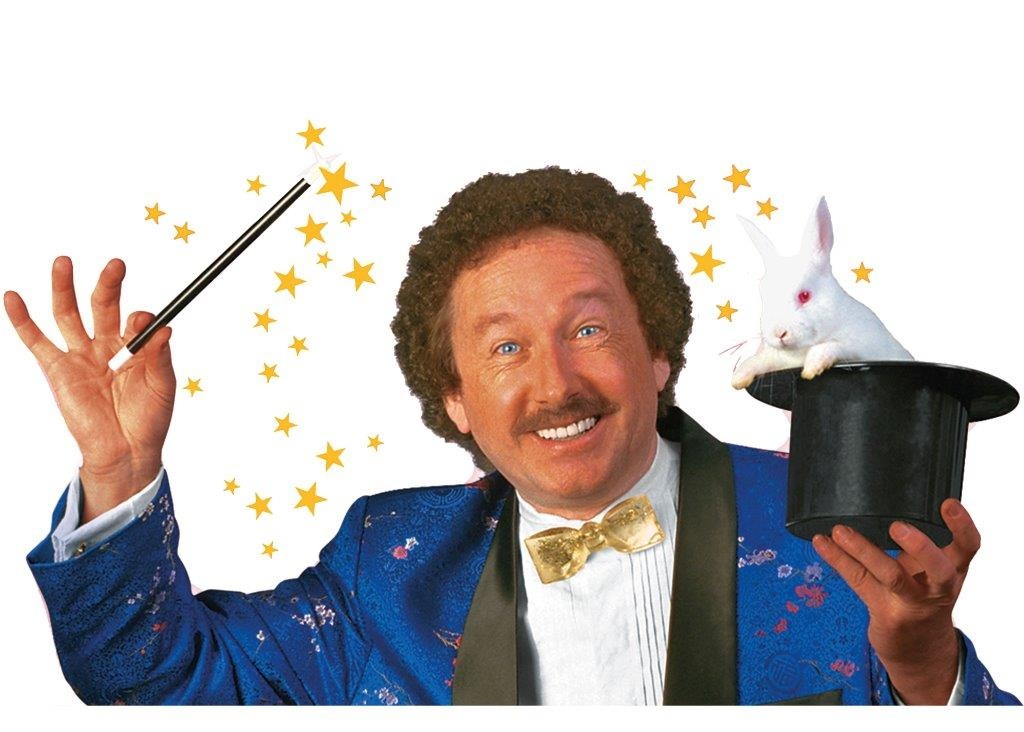
Der Zauberkünstler Hardy

Hardy, eigentlich Erhard Smutny (* 12. Januar 1949 in Aichach), ist ein deutscher Zauberkünstler und Autor. Hardy galt 2003 als Deutschlands bekanntester Kinderzauberer.

## Leben
Erhard Smutny hatte noch einen Zwillingsbruder mit dem Namen Manfred. Beide Jungen litten von klein an an einem schweren Sprachfehler, der ihnen das Leben zunächst in der Schule sehr schwer machte. Zahlreiche ärztliche Behandlungen gegen das Stottern brachten kaum Erfolge.
Erhard Smutny, später bekannt geworden als Zauberkünstler „Hardy“, lernte mit zehn Jahren als Autodidakt das Zaubern. In diesem Alter fand er über einen Zauberkasten, den er zu Weihnachten geschenkt bekam, die Liebe zur Zauberei. Er merkte mit der Zeit, dass er sein Stottern verlor, wenn er seine Zauberkunststücke in Reimform vortrug. Dies war für den stotternden Jungen die entscheidende Motivation, Zauberkünstler zu werden. Er konnte plötzlich fließend sprechen.
Smutny besuchte die Volksschule Buchloe bis zur 6. Klasse und trat dann in die dreijährige Wirtschaftsschule Max Frenzel in Kaufbeuren/Allgäu, die er mit der Mittleren Reife abschloss. Danach begann er eine Verlagslehre beim Krafthand Verlag Bad Wörishofen, die er jedoch aus gesundheitlichen Gründen abbrechen musste.
Er begann dann bei dem bekannten Zauberlehrer und FISM-Präsident Henk Vermeyden in Amsterdam  seine Ausbildung als Profizauberkünstler und nahm Schauspielunterricht. Seit den 1960er Jahren ist er als Zauberkünstler aktiv.
Erhard Smutny alias Hardy spezialisierte sich auf das Zaubern für Kinder, denn durch eine Zufallsvorstellung in seinem eigenen früheren Kindergarten in Buchloe entdeckte Erhard sein Talent mit Kindern umzugehen.
Mit einem Pädagogen entwickelte Hardy in den 1970er Jahren einige Zauberkunststücke, die sich besonders für Kindervorführungen eignen. Dazu kreierte Hardy die Bezeichnung „Zauberpädagoge“, die jedoch viele Berufskollegen kritisierten. Den erwähnten leichten Sprachfehler (Stottern), den er hat, versteckt er nicht, sondern ist damit offensiv in die Öffentlichkeit gegangen, auch um anderen Menschen, insbesondere Kindern zu helfen und Mut zu machen, wenn sie auch mit einer Behinderung zu leben haben.
Abermals in die Kritik gelangte Hardy, als er für die Kinderzeitschrift YPS-mit Gimmick auf den Titelseiten mit Zauberkunststücken posierte. Man warf ihm in diesem Zusammenhang Trickverrat vor. Bei Yps war er jahrelang 'Chefzauberer'; in einer Kolumne auf Seite 2 schrieb er regelmäßig Beiträge zu Zaubertricks. Weiterhin war er regelmäßig auf dem Zeitschriftencover präsent. Daher ist er einer ganzen Generation von Lesern dieser einst sehr populären Zeitschrift bekannt.
Hardy war der erste Zauberkünstler (zumindest im deutschsprachigen Raum) der 1980 mit einem Eintrag im Guinness-Buch der Rekorde erneut für Aufmerksamkeit sorgte, als er die Sparte „Dauerzaubern“ erfand und nachwies, dass er 60 Stunden lang ununterbrochen Zauberkunststücke zeigte.
1976 übernahm er das Zaubergeschäft des Zauberhändlers Max Haug. Er erweiterte es kurz darauf um den Zauberstadl, ein Ausflugsziel mit Theater. Aber schon drei Jahre später musste er Konkurs anmelden.
Eine Ehrung besonderer Art wurde ihm im Juni 2015 in Wien zuteil: Im größten Zauberkasten-Museum der Welt wurde eine Sonderausstellung mit dem Titel Hardy – Kinderzauberer – Zauberkastenmacher eröffnet. 
Seit 2017 lebt Hardy in der Augsburger Fuggerei.
Am 9. Dezember 2024 absolvierte Hardy seine letzte Vorstellung in der Wittelbacher Grundschule in Augsburg und beendete  damit seine berufliche Karriere. Bei dieser Gelegenheit kündigte der Zauberer an, dass er momentan an seiner zweiten Autobiografie schreibe.

## Sonstiges
In den 1980er Jahren war Hardy Gast bei der Quizsendung Was bin ich?, jedoch nicht als Prominenter, dessen Namen es zu erraten galt, sondern als Person, deren Beruf zu ermitteln war. Der Quizmaster Robert Lembke ging irrtümlich davon aus, dass das Rateteam Hardy nicht kennt; er erschien daher im Gegensatz zu bekannteren Persönlichkeiten unverkleidet. „Marianne“ aus dem Rateteam erkannte ihn jedoch auf Anhieb, was Sie unumwunden zugab, so dass sie in dieser Raterunde aussetzen musste.
Im Sommerhalbjahr 1985 hatte Hardy über zehn Wochen einen regelmäßigen Auftritt im Fernsehenː Im ZDF-Ferienprogramm war er jeden Donnerstag der gesetzte „Star“. Es wurde sogar nach Medienberichten angedacht, ob er eine eigene Fernsehsendung für Kinder erhält.
2010 geriet Hardy in die Schlagzeilen, als lokale Behörden ihm in einer Art Provinzposse zahlreiche, teilweise nur schwer oder überhaupt nicht zu erfüllende Auflagen im Zusammenhang mit einem Kaninchentrick machten. So wurde aus Gründen des Tierschutzes jeglicher Applaus in Anwesenheit des Tieres verboten.
Im Namen Hardys in Verbindung mit seinem Bild wurden (Stand 2003) jährlich 60.000 Hardy-Zauberkästen in unterschiedlichen Varianten verkauft. Allein zwischen 1978 bis 2003 waren das insgesamt rund 1,2 Millionen.
In der Late-Night-Show Ringlstetter des BR Fernsehen erzählten die Ehrlich Brothers am 29. September 2022, von ihrem ersten Zauberkasten „Hardys Kinder Zauberspiele“. Das international bekannte Zauberkünstler-Duo präsentierte den Fernsehzuschauern eine große Fotografie aus ihrer Kindheit mit dem besagten, damals neuen Hardy-Zauberkasten mit den beiden Knaben unter dem Weihnachtsbaum und belegten authentisch, dass sie dadurch erst überhaupt zur Zauberkunst fanden.

## Auszeichnungen, besondere Leistungen, Ehrungen

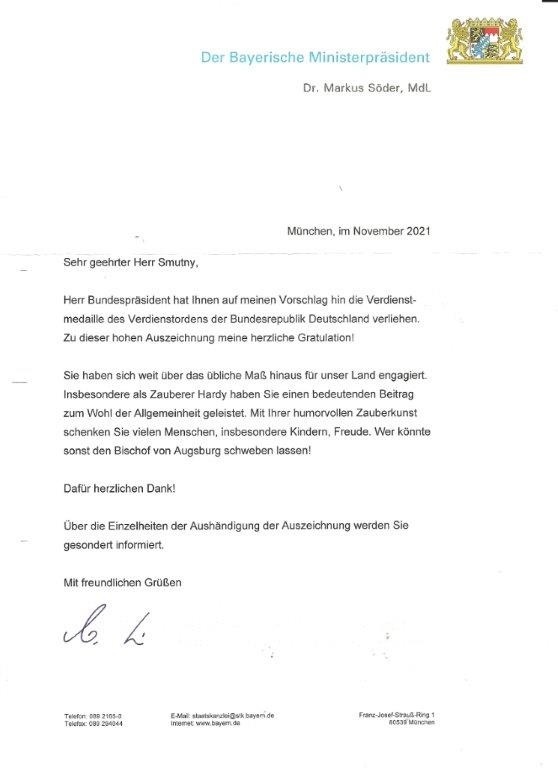

Der Zauberkasten Hardys Kinder Zauberspiele von Ravensburger wurde 1988 von dem Arbeitsausschuss „Gutes Spielzeug“ mit dem Prädikat „Spiel Gut“ ausgezeichnet.
Für seine Verdienste um die deutsche und internationale Zauberkunst wurde Hardy mit dem „Deutschen Ehrenpreis für künstlerische Lebensleistung ausgezeichnet“ (20. Oktober 2012 – Internationales Artistenmuseum Klosterfelde).
Hardy erzielte dreimal den Guinness-Weltrekord im Dauerzaubern: 1982, 1983, 1985.
1984  Guinness Buch der Rekorde  Seite 241 und Seite 250, Ullstein
Verlag Berlin
Am 1. Oktober 2016 erhielt Hardy anlässlich der 25-jährigen Mitgliedschaft im „Magischen Zirkel von Deutschland e. V“ das goldene Zirkelabzeichen mit Urkunde verliehen.
Die Regierung des Regierungsbezirks Schwaben bescheinigte der Zauberbühne Hardy 1986 unter dem Aktenzeichen 241-5630/10, dass sie mit ihren Aufführungen die gleichen kulturellen Aufgaben wie staatliche und kommunale Theater erfüllt.
In der Augsburger Fuggerei ist Hardy mit seinem berühmten Zauberkasten in einem Museum verewigt worden.
Hardy wurde 2022 mit der Verdienstmedaille des Verdienstordens der Bundesrepublik Deutschland ausgezeichnet. Der Festakt fand am 4. Mai 2022 im Goldenen Saal im Rathaus Augsburg statt. Die Aushändigung der Ordensinsignien erfolgte durch Oberbürgermeisterin Eva Weber. Im Zusammenhang mit der Verleihung sprach auch der Ministerpräsident von Bayern, Markus Söder, der Hardy ja beim Bundespräsidenten für die Verleihung vorschlugː
„Hardy [hat] sich weit über das übliche Maß hinaus für Deutschland engagiert und einen bedeutenden Beitrag zum Wohl der Allgemeinheit geleistet“.
Eine Auszeichnung „besonderer Art“ erhielt der Zauberer von der Münchner Tageszeitung tzː Am 5. Februar 2009 würdigte das regionale Blatt Hardy mit dem täglich neu vergebenen Titel „Der Bayer des Tages“.
Im November 2022 wurde Hardy im Rahmen eines „privaten Besuches“ durch den Minister für Gesundheit und Pflege des Freistaates Bayern, Herrn Klaus Holetschek im Beisein von Maria Gräfin Fugger-Glött in seiner Wohnung in der Fuggerei aufgesucht. Holetschek gratulierte Hardy zu seiner verliehenen Verdienstmedaille und beide besichtigten im Anschluss das Fuggerei-Museum, wo auch Hardys berühmter Zauberkasten ausgestellt ist.

## Publikationen (Auswahl)
Bücher:
- Zauberspaß mit Hardy: mit Zaubergegenständen zum Selberbasteln. Stuttgart 2002, ISBN 3-7724-3052-X.
- Hardys 100 Zaubertricks mit Karten. München 1996, ISBN 3-581-67073-9; Neuausgabe: Bergatreute Aulendorf 2010, ISBN 978-3-89089-863-6.
- Hardys Zauberbuch: die 222 besten Zaubertricks. München 1994, ISBN 3-581-66951-X; Neuausgabe: Bergatreute Aulendorf 2010, ISBN 978-3-89089-866-7.
- Hardys Zauber-Basteltricks, Zahlenzauber. München 1998, ISBN 3-7607-5556-9.
- Hardys Zauber-Basteltricks, Gedankenzauber. München 1999, ISBN 3-7607-5572-0.
- Ballonspaß. Kopiervorlagen zum Basteln von Luftballonfiguren in der Grundschule. Donauwörth 2002, ISBN 3-403-03614-6.
- Potz Blitz! Kinderleichte Zaubertricks für den Unterricht. Donauwörth 2002, ISBN 3-403-03308-2.
- Taschen-Quiz ... für helle Kids: Zaubertricks mit Zauberer Hardy. München 1999, ISBN 3-7607-5655-7.
- Neue Tricks für kleine Zauberlehrlinge. Stuttgart 2004, ISBN 3-332-01483-8.
- Hardys großes Zauberbuch. Hardys Tipps & Tricks für kleine Zauberprofis und solche, die es noch werden wollen. Hrsg. von Elisabeth Ebner. Wien 2002, ISBN 3-85492-538-7; Neuausgabe: Bergatreude, 2010, ISBN 978-3-89089-865-0.
- Hardys Zauberbuch. Band 1: 111 Tricks. 2. Auflage. Bergatreute Aulendorf 2010, ISBN 978-3-89089-865-0.
- Hardys Zauberschule. Mit einem Nachwort von James Krüss. München 1992, ISBN 3-570-20449-9; Neuausgabe Bergatreute-Aulendorf 2009, ISBN 978-3-89089-864-3.
- Zaubern mit Hardy: die besten Tricks. München 2000, ISBN 3-453-16383-4.
- Die besten Tricks: der kleine Zaubermeister. München 1998, ISBN 3-453-13908-9.
- Zaubern & basteln mit Hardy. Freiburg 1985, ISBN 3-419-52536-2; Neuausgabe: Augsburg 1989, ISBN 3-419-52536-2.
- Zauberer Hardy: Zaubertricks für Kita-Kinder. Berlin 2019, ISBN 978-3-589-16149-2.
- Das verzauberte Leben von Hardy. Bergatreute-Aulendorf 2017, ISBN 978-3-89089-867-4.
- Magisch und zauberhaft: Kleine Tricks für Schule und Unterricht ab Klasse 1. Friedberg (Bayern) 2020, ISBN 978-3-95660-360-0.

Zauberkästen und weitere Lizenzprodukte:
- Hardys Zauberspielbuch I, Zauberkasten, Hardy Verlag , Eggenthal 1973
- Hardys Kinder Zauberspiele , Ravensburger, 1979, Spiele-Nr. 6265004
- Hardys Kinder Zauberspiele, W & L Verlagsgesellschaft, Abstatt 1999
- Hardys Stempel-Zauberkasten, Marburger STS GmbH & Co. KG, Marburg 2003
- The Great Circus Show, Circusspielkasten, Autor Hardy, Simm Marketing GmbH, Roth-Eckersmühlen
- Hardys Holz-Zaubertrommel, Firma HEROS, Lam 2003
- Hardys KARTENZAUBER, Nürnberger Spielkarten-Verlag GmbH 2006, Nürnberg
- MC und Langspielplatte „Zaubern für Kinder mit HARDY“, Intercord 1983, Stuttgart
- Hardys Party-Zaubereien, 6 Einzelzaubertricks, Erfurth Scherzartikel GmbH 1984
- NORIS SPIELE / Simba Toys – Fürth – brachte zwischen 2000 und 2020 folgende Zauberkästen heraus:
- Hardys Magnet-Tricks in 6 Einzelboxen
- Hardys Kinder-Zauberbox, 6 Einzelboxen
- Mein Magischer Zaubermantel, 2 Ausführungen Zauberkasten große Ausführung
- Hardys Kinder Zauberspiele, Meine ersten Zaubertricks, 4 Auflagen
- Hardys Kinder Zauberspiele, großer Zauberkasten, 4 Auflagen
- Hardys Zauber-Zylinder, Zauberkasten, 2 Auflagen
- Hardys Jubiläums Zauberkasten, 4 Auflagen
- Hardys Ballon-Zaubereien
- Hardys Kasperltheater mit Anleitungen – Firma HEROS LAM 2006

### Schallplatten
- Zaubern für Kinder mit Hardy. Mit 10 Zauberspielen zum Basteln und Vorführen für Kinder ab 6 Jahre. Musik: Udo Unger (Intercord 1983)[23]

## TV-Auftritte
- 15. Oktober 1977: BR Abendschau – Hardys Zauberstadl / Wiedergeltingen
- 27. März 1979: BR-ARD – Heiteres Beruferaten „Was bin ich“ mit Robert Lembke
- 18. Oktober 1982: WDR-ARD – Chris Howland präsentiert Höchstleistungen mit 3-fachen Guinness Weltmeister im Dauerzaubern „HARDY“
- Juli bis August 1985: Hardy im ZDF Ferienprogramm
- 17. September 2010: BR – Aus Schwaben + Altbayern Aktuell (Hasenapplausverbot)
- 22. September 2010: RTL – Stern TV Live mit Günther Jauch
- 23. September 2010: BR – Quer mit Christoph Süß (Hasenapplausverbot)
- 18. Juli 2011: ZDF – Wiso
- 19. Dezember 2011: 3-Sat – Entweder Broder – Die Deutschland-Safari
- 27. Januar 2018: RTL – RTL Aktuell – Hauptnachrichtensendung 18.45
- 03. Oktober 2018: BR – Stolperstein
- 11. Januar 2019: a.tv – Auf ein Bier mit Herrn Braun
- 11. Januar 2019: BR – Wir in Bayern mit Sabine Sauer
- 19. August 2021: Katholisch1.TV – Bischof Bertram Meier schwebt
- 3. Januar 2024: a,tv Augsburg Aktuell 18.00 Uhr – Portraitnvon HARDY zum 75. Geburtstag am 12. Januar 2024[24]